# 福永二三雄
福永 二三雄（ふくなが ふみお、1942年6月17日 - 2005年2月14日）は、地方競馬の大井競馬場に所属していた元騎手、元調教師。地方時代にイナリワンを管理していたことでも知られる。
兄に日本中央競馬会元騎手・元調教師の福永甲、弟は同じく元騎手の福永洋一、甥に福永祐一(洋一の息子)がいる。また、大井の調教師の福永敏は娘婿。

## 経歴
福永4兄弟の次男として高知県高知市で生まれる。兄の甲と違い地方競馬で騎手デビュー。1972年には3歳時のハイセイコーにも騎乗している（騎乗時の成績は3戦3勝）。
1980年より調教師になり、カウンテスアップやイナリワンを管理するなど南関東の中堅調教師として活躍していた。2005年に肝不全で死去した。

## 主な騎乗馬
- バトラー（1967年全日本3歳優駿）[1]
- ヤシマナシヨナル（1969年東京大賞典）[1]
- ネバーロスト（1970年全日本アラブ大賞典）[1]
- ハツマモル（1979年帝王賞）[1]

## 主な管理馬
- ミルトツプ（1983年桜花賞）[1]
- スービツクマギー（1984年東京3歳優駿牝馬）[1]
- カウンテスアップ（1985年川崎記念）[1]
- イナリワン（1987年東京王冠賞、1988年東京大賞典）[1]
- ツキフクオー（1995年東京王冠賞）[1]